# Mangora itza
Mangora itza Levi, 2005 è un ragno appartenente alla famiglia Araneidae.

## Etimologia
Il nome proprio della specie deriva dalla località di rinvenimento: il sito archeologico di Chichén Itzá

## Caratteristiche
L'olotipo femminile rinvenuto ha dimensioni: cefalotorace lungo 1,7mm, largo 1,3mm; opistosoma lungo 1,8mm.

## Distribuzione
La specie è stata reperita nel Messico orientale: nei pressi di Chichén Itzá, sede di un famoso complesso archeologico dello Yucatán.

## Tassonomia
Al 2014 non sono note sottospecie e dal 2005 non sono stati esaminati nuovi esemplari.